# Trường Trung học phổ thông Lê Quý Đôn, Thành phố Hồ Chí Minh
Trường Trung học Phổ thông Lê Quý Đôn là một trường trung học phổ thông công lập của Thành phố Hồ Chí Minh. Đây là trường trung học đầu tiên của Sài Gòn, được thành lập năm 1874, với tên gọi ban đầu Collège Chasseloup-Laubat.  
Trường được xem là Trường trung học phổ thông lâu đời nhất Việt Nam. Trường được công nhận là di tích lịch sử - văn hóa, danh lam thắng cảnh cấp Thành phố vào ngày 19 tháng 11 năm 2020.

## Lịch sử
Sau khi chiếm được toàn cõi Nam Kỳ, ngày 14 tháng 11 năm 1874, Thống đốc Nam Kỳ, Chuẩn Đô đốc (Contre-amiral) Pháp Jules François Emile Krantz (1821-1914) đã ký nghị định thành lập một ngôi trường trung học tại Sài Gòn nhằm phục vụ nhu cầu đào tạo con em những người Pháp tại Sài Gòn. Chương trình giảng dạy theo chính quốc, dạy từ tiểu học đến tú tài (chương trình Pháp). Trường được khởi công xây dựng ngay vào năm 1874 và hoàn tất vào năm 1877.
Lúc đầu trường có tên Collège Indigène (Trung học bản xứ), không lâu sau được đổi tên thành Collège Chasseloup-Laubat, theo tên của Hầu tước Prosper de Chasseloup-Laubat (1805–1873), Bộ trưởng Hải quân Pháp.
Ban đầu, trường chỉ nhận các học sinh người Pháp, đến đầu thế kỷ 20 thì mở rộng để nhận thêm học sinh người Việt, tuy nhiên phải có quốc tịch Pháp. Do đó, trường phân biệt thành 2 khu:
- Khu dành riêng học trò người Pháp, gọi là Quartier Européen
- Khu dành cho học trò Việt có học thêm giờ tiếng Việt, gọi là Quartier indigène (khu bản xứ)

Cả hai khu này đều học chung chương trình Pháp và thi tú tài Pháp.
Tuy là một khu trường dành cho những người có quốc tịch Pháp (do đó, trường còn có tên là trường Bổn quốc Sài Gòn, khác với các trường bản xứ khác), vào năm 1926, những học sinh người Việt đã viết lên bảng 4 chữ A.B.L.F, viết tắt câu "A bas les Français" (nghĩa là "Đả đảo thực dân Pháp") trong một lần bãi khóa để tang nhà chí sĩ Phan Chu Trinh.

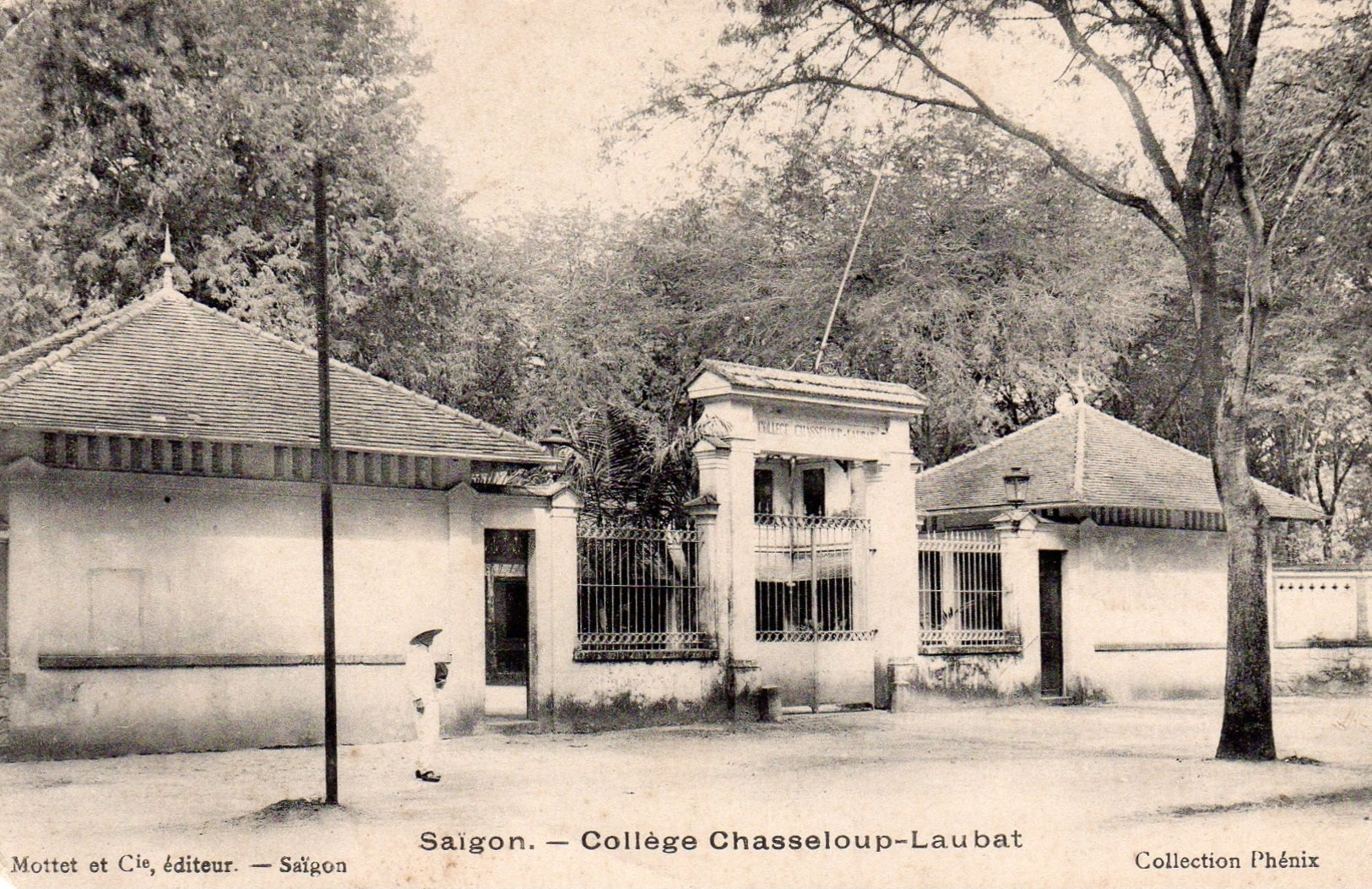
Collège Chasseloup-Laubat

Ngày 28 tháng 11 năm 1927, Toàn quyền Đông Dương G. Gal ra một nghị định thiết lập tại Chợ Quán một phân hiệu tạm thời của Collège Chasseloup Laubat dành cho học sinh người bản xứ lấy tên là Collège de Cochinchine. Phân hiệu này được đặt dưới sự điều hành của Ban Giám đốc Trường Chasseloup Laubat và một giáo sư phụ trách tổng giám thị của phân hiệu.
Ngày 11 tháng 8 năm 1928, Toàn quyền Đông Dương tạm quyền René Robert ký nghị định số 3116 gồm 6 điều, thành lập tại Chợ Quán kể từ đầu năm học 1928-1929 một trường Cao đẳng Tiểu học Pháp bản xứ, chuyển giao phân hiệu tạm thời với trên 200 học sinh của Collège Chasseloup Laubat nói trên vào trường này, có sáp nhập một hệ Trung học Đệ nhị cấp bản xứ (Lycée) để thành lập một trường mới, về sau có tên là Lycée Petrus Trương Vĩnh Ký hay trường Petrus Ký (nay là Trường THPT chuyên Lê Hồng Phong).
Ngoài con em của các quan Pháp, những học sinh xuất sắc nhất của đất Nam kỳ cũng được tuyển chọn theo học. Sau mỗi kỳ thi, kết quả học tập của từng người còn được đăng trên Gia Định Báo.

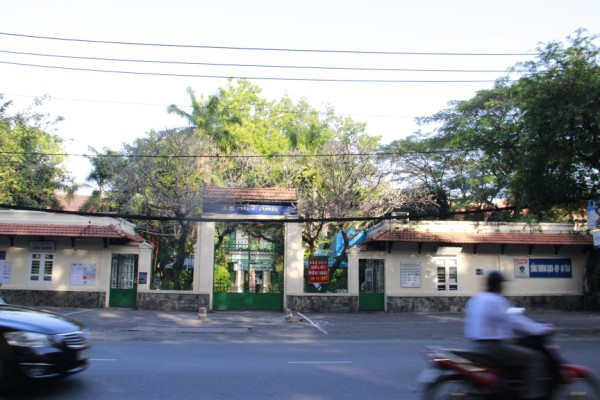
Cổng trường ngày nay

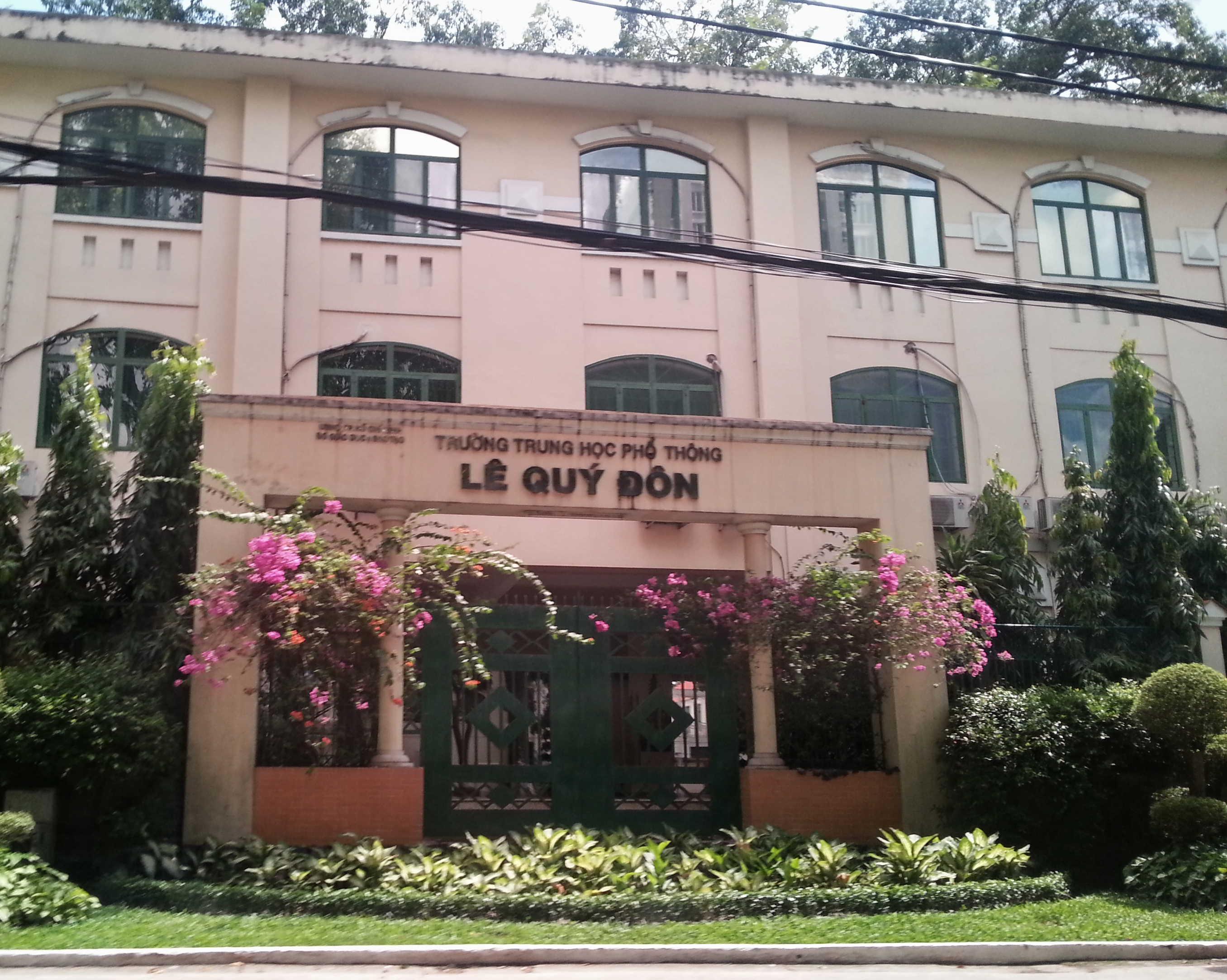

Sau năm 1954, với dụng ý tránh gợi nhớ thời thuộc địa, trường được đổi tên là trường Jean Jacques Rousseau, dạy chủ yếu là học sinh người Việt, nhưng vẫn do người Pháp quản lý. Đến 1967, trường được trả lại cho Bộ Quốc gia Giáo dục Việt Nam Cộng hòa và trở thành Trung tâm giáo dục Lê Quý Đôn. Từ 1975, chính quyền Việt Nam vẫn giữ tên gọi Lê Quý Đôn cho ngôi trường này, tuy nhiên phân tách thành hai khu dành cho học sinh cấp II (trường THCS Lê Quý Đôn) và khu dành cho học sinh cấp III (trường THPT Lê Quý Đôn). Đây là ngôi trường cổ xưa nhất tại Thành phố Hồ Chí Minh.

## Kiến trúc khu trường

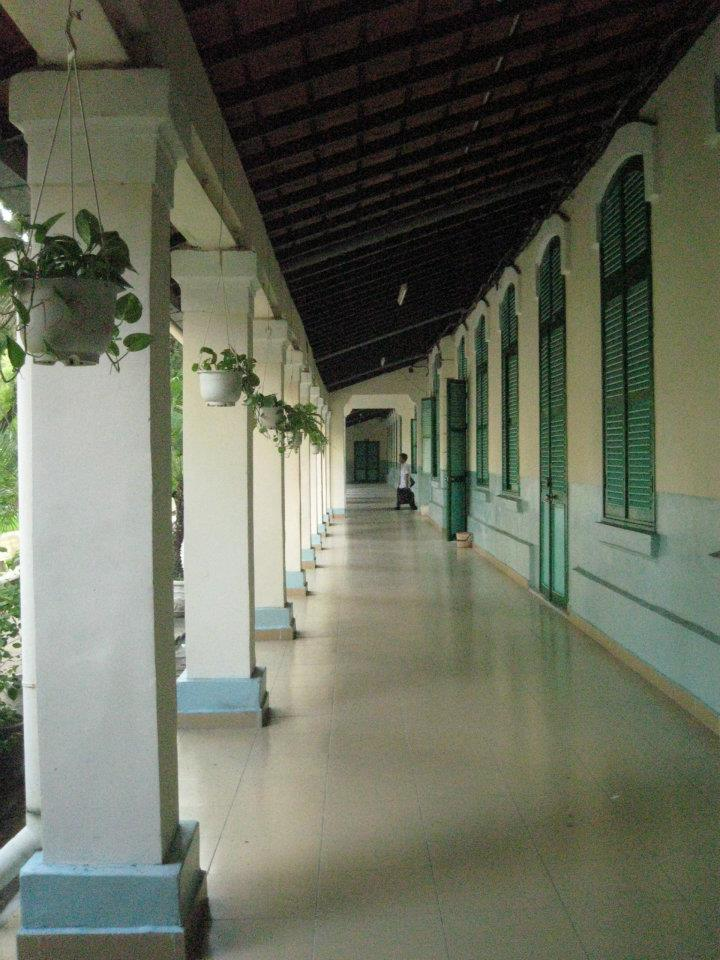
Hành lang một dãy lớp

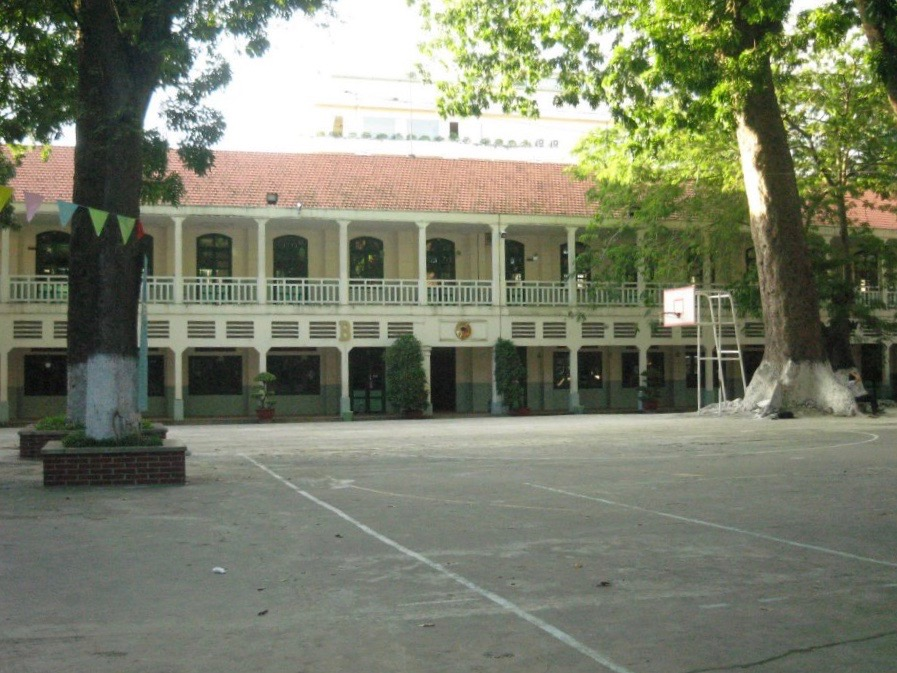
Sân trường

Trải qua hơn một thế kỷ, kiến trúc ban đầu của ngôi trường vẫn còn gần như nguyên vẹn, gồm bốn dãy nhà cao hai tầng ghép lại có hình chữ "khẩu". Với lối kiến trúc mang đậm chất Tây Âu, trường được xem như một kiến trúc cổ có lịch sử văn hóa lâu đời, vẫn giữ gìn được nét truyền thống cổ kính mặc dù đã được trùng tu, sửa chữa. Dựa trên nền kiến trúc cổ, hiện tại trường đã xây thêm một số công trình phụ gồm nhà luyện tập thể thao và 10 phòng học kiểu mới. Tính truyền thống và hiện đại được nhà trường chú ý ngay trong khâu thiết kế và trang trí, vì thế ngôi trường Lê Quý Đôn vẫn mang đậm nét cổ kính.

## Sự kiện

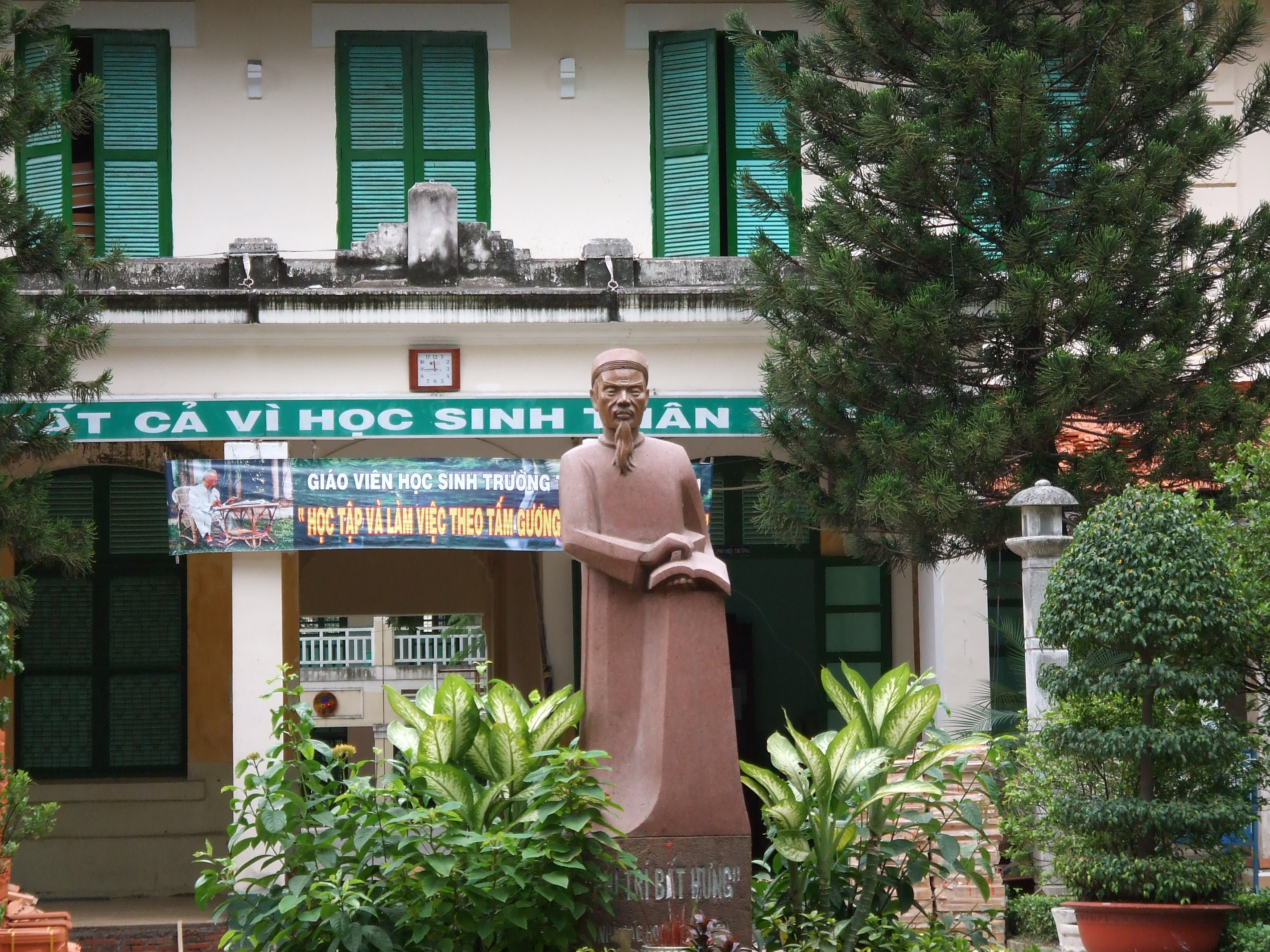
Tượng đài Lê Quý Đôn

Thời Pháp trường nổi tiếng với nhiều giáo viên và học sinh giỏi được lưu danh. Ngày nay, trường là một trong những trường đầu tiên thực hiện mô hình chất lượng cao tại thành phố Hồ Chí Minh. Tuy bước đầu gặp nhiều khó khăn, nhưng trường đang từng bước khẳng định vị trí trên toàn thành phố.
Ngày 20 tháng 11 năm 1998, nhà trường dựng tượng đài nhà bác học Lê Quý Đôn phía sau cổng trường.
Năm 2009, nhà trường đã hoàn tất lứa đầu tiên của mô hình mới với tỉ lệ tốt nghiệp 100% và chính thức trở thành trường Công lập tự chủ tài chính. Ngày 31 tháng 8 năm 2009, Chủ tịch nước đương thời Nguyễn Minh Triết đến dự lễ khai giảng cùng nhà trường.

## Thành tích đạt được (từ sau năm 1975)
- Huân chương Lao động hạng Ba
- Bằng khen của Thủ tướng Chính phủ về hoạt động Thanh niên
- Bằng khen của Bộ Giáo dục và Đào tạo
- Bằng khen của Ủy ban nhân dân Thành phố Hồ Chí Minh: đơn vị tiên tiến xuất sắc nhiều năm liền
- Cờ đơn vị dẫn đầu thi đua nhiều năm liền do Ủy ban Nhân dân Thành phố trao tặng
- Cờ tổ chức cơ sở Đảng trong sạch vững mạnh tiêu biểu do Đảng bộ Thành phố trao tặng
- Cờ Công đoàn vững mạnh dẫn đầu phong trào thi đua do Tổng Liên đoàn Lao động Việt Nam trao tặng
- Cờ "5 năm liền là đơn vị dẫn đầu khối Phổ thông trung học" do Trung ương Đoàn Thanh niên Cộng sản Hồ Chí Minh trao tặng
- Dẫn đầu Hội khỏe Phù Đổng Phổ thông trung học cấp Thành phố
- Đơn vị điển hình "Có thành tích xuất sắc trong phong trào xây dựng môi trường xanh sạch đẹp